# Ferenc Hegedűs
Ferenc Hegedűs (ur. 14 września 1959 w Tarján) – węgierski szermierz, szpadzista, srebrny medalista olimpijski. 
Na igrzyskach olimpijskich w Seulu w 1988 roku zajął szóste miejsce w turnieju drużynowym. Brał również udział w igrzyskach olimpijskich w Barcelonie w 1992 roku, gdzie reprezentacja Węgier w składzie: Iván Kovács, Krisztián Kulcsár, Ferenc Hegedűs, Ernő Kolczonay i Gábor Totola zdobyła srebrny medal w zawodach drużynowych. W rywalizacji indywidualnej zajął 42. miejsce.
Nie zdobył medalu na mistrzostwach świata.